# Álvaro Cuervo García
Álvaro Cuervo García (Carreño, Asturias, 30 de mayo de 1942) es un economista español. Sus campos de investigación son la empresa pública y su privatización, finanzas, dirección estratégica y empresarial, y responsabilidad social y gobierno corporativo.

## Biografía
José Álvaro Cuervo García nació en Carreño (Asturias) el 30 de mayo de 1942. Estudió peritaje y profesorado mercantil en la Escuela de Comercio de Gijón, terminando sus estudios en 1961. Se licenció en Ciencias Económicas y Empresariales por la Universidad Complutense de Madrid en 1964 y obtuvo el doctorado en Ciencias Económicas por la misma universidad en 1971. Desde 1976 ocupa la cátedra de Economía de la empresa. También es diplomado en Estadística (1973) y en Psicología industrial (1975) por la Universidad Complutense.
Participó en los procesos de saneamiento de la crisis bancaria que experimentó España entre 1977 y 1985. Fue presidente de la Banca Masaveu (1983-1984), consejero interventor, nombrado por el Banco de España, del Banco de Asturias (1980-1982) y del Banco Occidental (1981-1982). Ha sido Consejero de Ginés Navarro Construcciones, S.A., del Grupo Thyssen Industrie, de TAFISA, y de la Sociedad Explosivos Río Tinto.
Desde 1991 es académico en la categoría correspondiente nacional de la Real Academia de Ciencias Económicas y Financieras.
Ha sido Catedrático en las Universidad de Valladolid, Oviedo y del CIDE (México), Profesor Visitante en el Salomon Center (Stern School of Business) en la Universidad de Nueva York y en el Institute of Management and Innovation de la Universidad de California en Berkeley.
Desde 2007 es presidente del Colegio Universitario de Estudios Financieros (CUNEF). En la actualidad (2016) es miembro de los Consejos de Administración de ACS, Bolsas y Mercados Españoles (BME),  SONAE Industria y SONAE SGPS, S.A. (Portugal) y del Consejo Consultivo de Privatizaciones del Gobierno Español.

## Honores, premios y distinciones
- Premio Rey Jaime I a la Economía (1992)[8]
- Premio de Economía de Castilla y León Infanta Cristina (1999)
- Doctor honoris causa por las Universidades de Oviedo (1994), León (2002), Castilla-La Mancha (2006),[9] Las Palmas de Gran Canaria[10] y Salamanca[11] (2008) y  Valladolid[12] (2023).

## Obra

### Libros
Ha escrito los siguientes libros como autor o coautor:
- Cuervo García, Álvaro; Rodríguez Sáiz, Luis; Calvo Bernardino, Antonio; Parejo Gámir, José Alberto (2014). Manual de sistema financiero español (25.ª edición). Barcelona: Ariel Economía. ISBN 978-84-344-0973-6.
- Álvaro Cuervo García (1988). La crisis bancaria en España, 1977-1985: causas, sistemas de tratamiento y coste. Ariel. ISBN 978-84-344-1079-4.
- Álvaro Cuervo García; Ana Isabel Fernández; Colegio de Economistas de Madrid (1990). La banca española de los noventa. Colegio de Economistas.
- Álvaro Cuervo García (1994). Análisis y planificación financiera de la empresa. Civitas. ISBN 978-84-470-0322-8.
- Álvaro Cuervo García (10 de diciembre de 1997). La privatización de la empresa pública. Encuentro. ISBN 978-84-7490-461-1.
- Álvaro Cuervo García (1999). Introducción a la administración de empresas. Civitas. ISBN 978-84-470-1315-9.

### Publicaciones
- Cuervo García, A., Villalonga Morenés, B. (2000). “Explaining the variance in the Performance Effects of Privatization”. Academy of Management Review, vol. 25, n.º 3, pp. 581-590.
- Cuervo García, A. (2002). “Corporate governance Mechanisms: A plea for less code of good governance and more market control”. Corporate Governance an International Review, vol 10, n.º 2, pp. 84-93.
- Cuervo García (2002). “De la economía de la empresa a la administración de empresas. Reflexiones sobre los estudios de empresa en España”, en: Economía y Economistas. La consolidación académica de la Economía. Tomo 7, La consolidación académica de la economía. Fuentes Quintana, E. (Director), Galaxia, Gutemberg. Barcelona, pp. 845-875.
- Cuervo García, A. (2003). “La creación empresarial. De empresarios y directivos”, en: Creación de empresas. Entrepreneurship. Universidad Autónoma de Barcelona, Servei de Publicions, pp. 49-73.
- Cuervo García, A. et al. (2003). “Creación empresarial y dominio de mercado: El caso del departamento de justicia de los Estados Unidos contra Microsoft”, Información Comercial Española (ICE), vol. 808, pp. 217-233
- Cuervo García, A. (2003). “La Empresa Pública entre 1978 y 2003. De la Justificación a la Privatización”. Economía Industrial, n.º 349, pp. 233-248.
- Cuervo García, A. et al. (2004). “The stock market reaction to the introduction of best practices codes by Spanish firms”. Corporate Governance an International Review, vol. 12, pp. 29-46.
- Cuervo García, A. (2004). “El Gobierno de la empresa un problema de conflicto de intereses” en Gobierno de la Empresa. E. Bueno, ed. Pirámide, Madrid. Pp. 115-138.
- Cuervo García, A (2004). “Empresa Pública y Privatización”. Papeles de Economía Española, n.º 100-vol. II, pp. 147-162.
- Cuervo García, A. (2005). “Individual and environmental determinants of entrepreneurship”. International Entrepreneurship and Management Journal, vol. 1, n.º 3, septiembre, pp. 293-311.
- Cuervo García, A. (2006). “Ousoursing y deslocalización: elementos de búsqueda de la ventaja competitiva. En Claves de la Economía mundial 06. Instituto Español de Comercio Exterior (ICEX). Madrid. Pp. 129-139.
- Cuervo García, A., Ribeiro D., Roig, S. (Editores) 2007. Entrepreneurship. Concepts, Theory and Perspectivas. Springer. Berlín.
- Cuervo García, A., et al. 2007. “Entrepreneurship: concepts, theory and perspectiva. Introduction”. En Cuervo García, A. et al. (Edts): Entrepreneurship. Concepts, Theory and Perspectivas. Springer. Berlín. Pp. 1-23.
- Cuervo García, A., et al. 2007. “The substitution effect between managerial control mechanisms and its effect on the creation of value in referente to firm diversification”. Corporate Ownership & Control, vol. 5, n.º 1, pp. 382- 396.